# Schörfling am Attersee
Schörfling am Attersee – gmina targowa w Austrii, w kraju związkowym Górna Austria, w powiecie Vöcklabruck. 1 stycznia 2015 liczyła 3334 mieszkańców.

## Współpraca
Miejscowość partnerska:
- Wanfried, Niemcy